# كاتي بيركنز
كاتي بيركنز (7 يوليو 1988 بأوكلاند في نيوزيلندا - ) (بالإنجليزية: Katie Perkins)‏ هي لاعبة كريكت نيوزلندية. شاركت مع منتخب نيوزيلندا الوطني للكريكت.

## وصلات خارجية
- كاتي بيركنز على موقع إي آس بي آن كريك إنفو (الإنجليزية)